# Эскадренная подводная лодка
Эскадренная подводная лодка — подводная лодка, предназначенная для совместных с надводными кораблями действий в составе крупных эскадр и флотов. Концепция эскадренной подводной лодки существовала в первой трети XX века и оказалась неосуществимой.
Для совместных действий с надводными кораблями от подлодок требовалась высокая скорость хода, что достигалось в то время только для надводного положения и за счет установки более мощных по сравнению с дизельными двигателями паровых турбин или приданием подводной лодке очертаний корпуса, оптимизированного для надводного хода и плохо подходящего для движения под водой.

## Концепция
Появление подводных лодок как нового рода военно-морских сил в начале XX века привело к различным концепциям встраивания его в сложившуюся систему сил флота. В Великобритании последовательно проводилась политика использования подводных лодок вместе с надводными силами, что, согласно замыслу, обеспечивало возможность нанесения скрытного удара по силам противника ещё в период развёртывания надводных флотов в боевые порядки. По задумке британских адмиралов, в сражении двух равноценных эскадр сильнее будет обладающая подводными лодками, так как те смогут произвести несколько торпедных залпов по противнику ещё до начала собственно артиллерийских дуэлей. Атакуемая эскадра либо понесёт потери от торпедирования, либо вынуждена будет сломать строй, уходя от атак, что также даст весомое преимущество.
Согласно этой концепции подлодки должны были следовать к месту боя вместе с надводными кораблями, а перед атакой выходить в авангард эскадры, погружаться и атаковать противника. Однако это требовало от подводных лодок превосходства в скорости по сравнению с надводными кораблями, чтобы иметь и запас времени для обгона противника перед погружением, и возможность для выхода в атаку на идущие с большой скоростью военные корабли.
Технический прогресс начала XX века не мог обеспечить подводную скорость, сравнимую с крейсерской скоростью основных боевых кораблей того времени, которая для дредноутов довоенного поколения составляла примерно 20 узлов. Чтобы хоть как-то выполнить требования адмиралов конструкторам пришлось построить лодки, способные обгонять броненосцы в надводном положении. Вдобавок, так как двигатели внутреннего сгорания не могли обеспечить нужную скорость даже в надводном положении, то эскадренные подлодки оснастили паровыми турбинами.
В 1913 году во время больших морских манёвров были проведены учения, имитирующие генеральное сражение двух флотов, в состав одного из которых входили подводные лодки традиционной постройки. Максимальная скорость субмарин, 14 узлов в надводном положении, была невысокой для надводных кораблей, что обусловило несколько «ленивый» характер манёвров. Несмотря на то, что даже в этом случае проявились основные недостатки концепции совместного использования субмарин и надводных сил (сложность взаимной идентификации «свой-чужой», опасность тарана, сложность управления и взаимодействия), учения были признаны успешными. Впоследствии в Великобритании строились эскадренные подводные лодки, но ввиду отсутствия в Первой мировой войне того самого генерального сражения, им не довелось использоваться по назначению.

## Проекты эскадренных подводных лодок

### Тип J, Великобритания, 1913 год

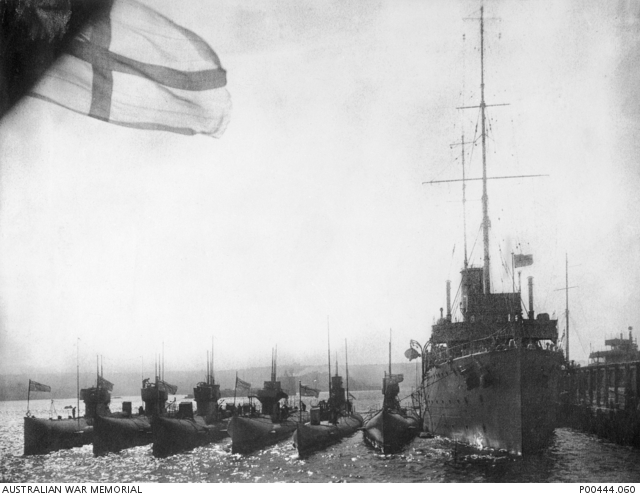
Шесть австралийских подводных лодок типа J у борта плавбазы HMAS Platypus

Незадолго до Первой мировой войны до британского флота дошли сообщения о том, что Германия планируют создать быстрые подводные лодки для совместных действий с надводным флотом, и британские кораблестроители предприняли усилия по постройке аналогичных лодок. Основным требованием была высокая надводная скорость, соответствующая скорости боевых кораблей. Чтобы удовлетворить это требование, DNC спроектировала трёхвальную подводную лодку, длина которой была на 30 м больше, чем у основного класса лодок того времени — типа E: 82 метра против 52 метров. Электродвигатели приводили в движение два внешних вала, а для достижения высоких ходовых характеристик в надводном положении в качестве прототипа для обводов корпуса был взят лёгкий крейсер. Это привело к созданию дизель-электрической конструкции, уникальной для Королевского флота.
Требуемая мощность дизельного двигателя составляла 1200 л. с. Чтобы удовлетворить это требование, Vickers Limited, ведущая компания по производству дизелей для подводных лодок, решила произвести 12-цилиндровую версию своих успешных 6- и 8- цилиндровых двигателей с мощностью 100 л. с. на один цилиндр, которые устанавливались на лодках типа D и E соответственно. Новые двигатели имели те же размеры цилиндров (368 мм диаметр и 381 мм ход поршня) и выдавали на валу 1200 л. с. при 380 оборотах в минуту. Эти двигатели в дальнейшем устанавливались на подводных лодках типов J, L и M.
Лодки были вооружены четырьмя носовыми и двумя бортовыми аппаратами для 457-мм торпед, они стали первыми британскими подводными лодками с четырьмя носовыми торпедными аппаратами. Несмотря на то, что проектная скорость составляла 19,5 уз., лодки достигали только 19 узлов, что не позволило применять их по изначальному предназначению — в качестве эскадренных подводных лодок, действующих совместно с отрядами надводных кораблей.
Это в дальнейшем заставило конструкторов вернуться к паровым двигателям, которые были установлены на следующей серии лодок типа К. Автономность лодок типа J была значительно выше, чем у лодок предыдущих типов.
Первоначально было заказано восемь лодок, хотя две были в дальнейшем отменены, а седьмая была построена позже по несколько измененному проекту. Первые шесть лодок были заложены в период с марта по май 1915 года, а J7 — в августе 1916 года. В строй они вступили с апреля по август 1916 года и в ноябре 1917 года соответственно.

### Тип K, Великобритания, 1913 год

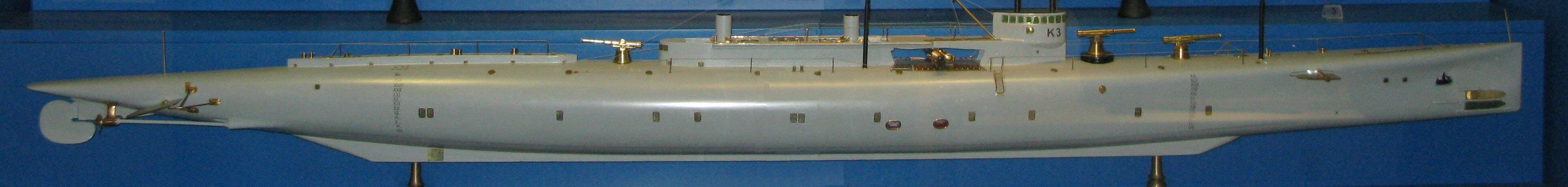
Модель подводной лодки типа K

Ярчайшими представителями британской концепции эскадренных субмарин стали подводные лодки типа K, спроектированные в 1913 году и построенные в 1916—1919 годах. Им должна была отводиться роль авангарда линейного флота, для возможности сопровождения которого в проект была заложена надводная скорость в 24 узла.
Для достижения высокой скорости подлодки получили миноносные обводы, паротурбинные установки с двумя дымовыми трубами, и превысили размеры всех строившихся ранее британских лодок более, чем на 300 %. Проект оказался неудачным, из 18 кораблей 6 погибли, на всех были разного рода аварии, и это при том, что лишь однажды одна из лодок этого типа имела встречу с врагом, да и то безрезультатную.
Наилучшей иллюстрацией недостатков концепции стала «битва у острова Мэй»: выходящие ночью в море совместно с линкорами два соединения эскадренных подводных лодок из-за незначительного навигационного происшествия нарушили строй, после чего несколько раз поменяли курс. Низко сидящие в воде подводные лодки в условиях ночного тумана были плохо видны с мостиков надводных кораблей, а наблюдатели с подводных лодок имели очень малый и ограниченный обзор. Результат — несколько столкновений субмарин между собой и с надводными кораблями, в результате которых две лодки погибли и ещё несколько получили повреждения. Еще одной проблемой концепции стала меньшая по сравнению с надводными кораблями скорость движения субмарин, которые не успевали за эскадрами надводных кораблей.
Все корабли этого типа были списаны между мировыми войнами.

### Проект Бубнова, Россия, 1914 год
Оригинальный проект эскадренной подводной лодки предложил И. Г. Бубнов в 1914 году. По его замыслу, основным режимом работы нового крупного (длина 120 метров, водоизмещение около 3900 тонн) корабля должен быть полуподводный, фактически являющийся подводным: корабль находился на глубине 19 метров, и на поверхность выходили только рубка управления и крупный воздухозаборник. Движение осуществлялось при помощи паровых котлов и турбин при постоянном сообщении с атмосферным воздухом, а скорость могла, в соответствии с проектом, достигать 24-25 узлов. Достоинствами проекта считались исключение влияния на корпус волнового сопротивления и защита корабля многометровым слоем воды. Проект был рассмотрен на заседании Главного управления кораблестроения, но почти сразу же отвергли, сославшись на сложность и небезопасность управления кораблём из многометровой рубки.

### Тип П — «Правда», СССР, 1930 год

Первоначальный облик типа «П»

В конце 1920-х по заказу РККФ А. Н. Асафовым была спроектирована эскадренная подводная лодка с высокой надводной скоростью и минимально возможной осадкой. Конструктор спроектировал подводные лодки типа «Правда», имевшие обводы эскадренного миноносца для достижения высокой скорости в надводном положении и предназначенные для боевых действий в составе эскадр надводных кораблей (преемниками подлодок «Правда» стали подводные лодки типа «Крейсерская»). Большая длина, высокий надводный борт и малая глубина погружения обусловили неудачность этого проекта. Было построено три корабля, все они использовались как учебные. Единственная попытка транспортного похода для снабжения гарнизона Ханко закончилась гибелью П-1.